# Епархия Лусены
Епархия Лусены (лат. Dioecesis Lucenensis) — епархия Римско-Католической церкви с центром в городе Лусена, Филиппины. Епархия Лусены входит в митрополию Липы. Кафедральным собором епархии Лусены является церковь святого Фернандо

## История
28 марта 1950 года Римский папа Пий XII выпустил буллу Quo aeternae, которой учредил епархию Лусены, выделив её из епархий Липы.
25 апреля 1977 года епархия Лусены передала часть своей территории для возведения новой епархи и Боака.
9 апреля 1984 года епархия Лусены передала часть своей территории для возведения новой епархи и Гумаки.

## Ординарии епархии
- епископ Alfredo Maria Obviar y Aranda (1959 — 1976);
- епископ Хосе Томас Санчес (1976 — 1982);
- епископ Ruben Profugo (1982 — 2003);
- епископ Emilio Marquez (2003 — по настоящее время).

## Источник
- Annuario Pontificio, Libreria Editrice Vaticana, Città del Vaticano, 2003, ISBN 88-209-7422-3
- Булла Quo aeternae, AAS 42 (1950), стр. 583  (лат.)